# 가든 오브 에덴 (1998년 영화)
가든 오브 에덴(이탈리아어: I giardini dell'Eden)은 이탈리아의 기독교 영화이다. 예수의 유년시절과 성숙을 그려내었다. 1999년에 상영하였다.

## 내용
열두살의 꼬마 예수는 목수이자 랍비인 아버지 요셉으로부터 모세의 율법도 배우고, 한 여자가 간음죄로 석형을 당하는 모습과 제물로 새를 죽이는 예루살렘 성전에서의 제사를 보면서 종교가 사회를 지배하는 신정사회가 얼마나 반생명적인 것인지 깨닫는다. 청년이 되어서는 서로 미워하고 잔인하게 죽이는 로마제국과 열심당원들 간의 보복의 악순환을 보면서 힘으로는 정의를 세울 수 없음을 깨닫는다. 이탈리아의 알레산드로 달라트리가 감독을 맡아 영화의 대부분을 모로코에서 찍었다.

## 제작 정보
- 제목: Gaden of Eden
- 원제: I Giardini Dell'Eden
- 제작: 알레산드로 달라트리 감독
- 주연배우: 킴 로시 스투아르트, 사 이드 타그마위
- 제작사: 메 두사 프로두지오네
- 나라: 이탈리아
- 상영시간: 98분
- 장르: 드라마
- 상영: 1999년 4월 10일

## 출연

### 주연
- 킴 로지 스튜어트
- 세이드 타그마오우이

### 조연
- 보리스 테랄
- 마시모 기니
- Jovanotti